# أنا بياتريز باروس

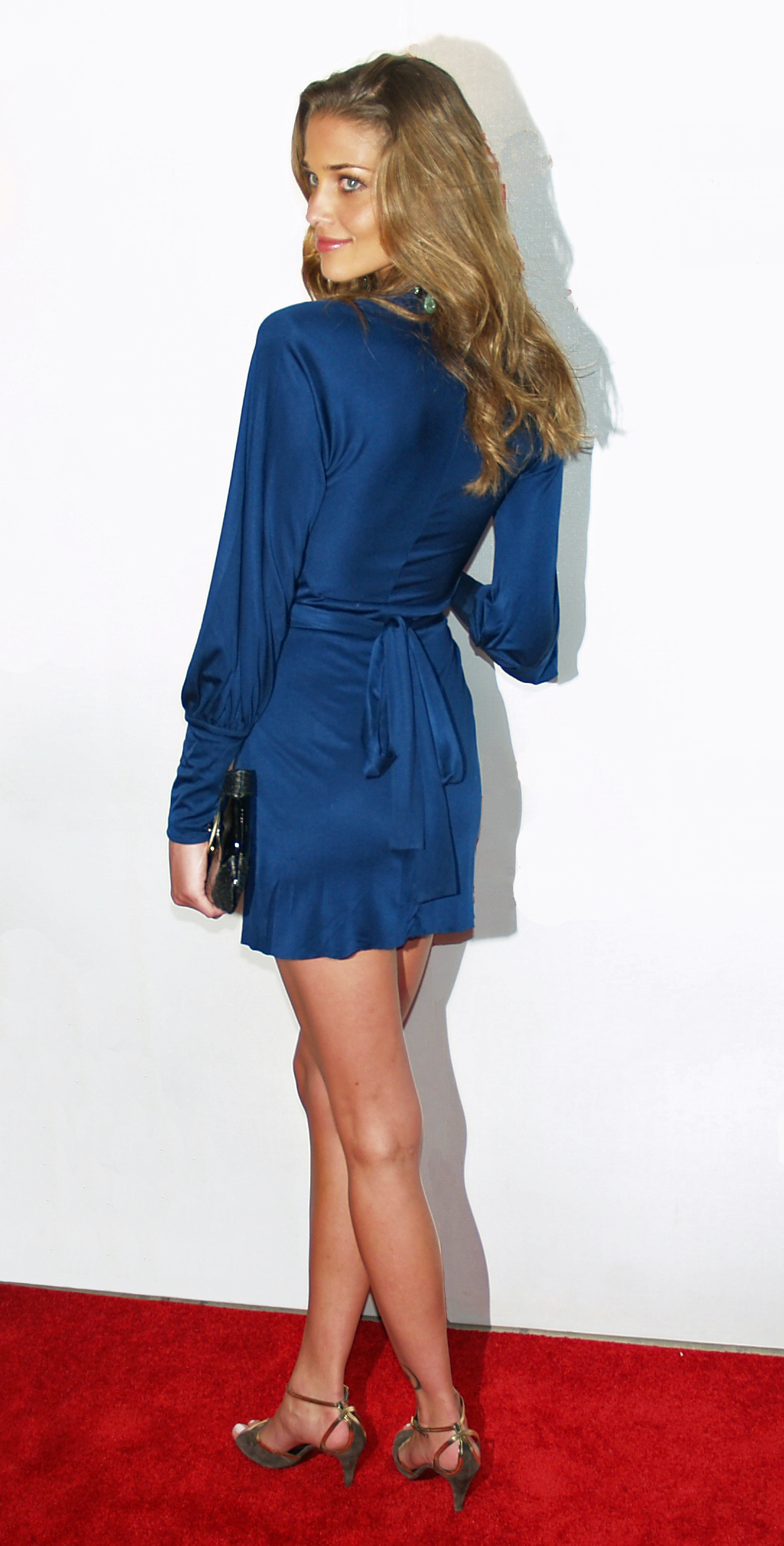
أنا بياتريز باروس

أنا بياتريز باروس (بالبرتغالية: Ana Beatriz Barros‏) وهي عارضة أزياء برازيلية ولدت في يوم 29 مايو 1982 في إيتابيرا في البرازيل، إشتهرت بعرض الأزياء الرياضية وقد عملت مع عدة شركات أزياء مثل فيكتوريا سيكريت وشانيل و جي إل أو، تزوجت في سنة 2016 من رجل الأعمال المصري اليوناني كريم الشياطي في اليونان وأنجبت أول ابنة لها في 2017.

## وصلات خارجية
- أنا بياتريز باروس على موقع IMDb (الإنجليزية)
- أنا بياتريز باروس على موقع قاعدة بيانات الفيلم (الإنجليزية)
- أنا بياتريز باروس على موقع دليل عارضات الأزياء (الإنجليزية)
- الموقع الرسمي